# Comuna Cojasca, Dâmbovița

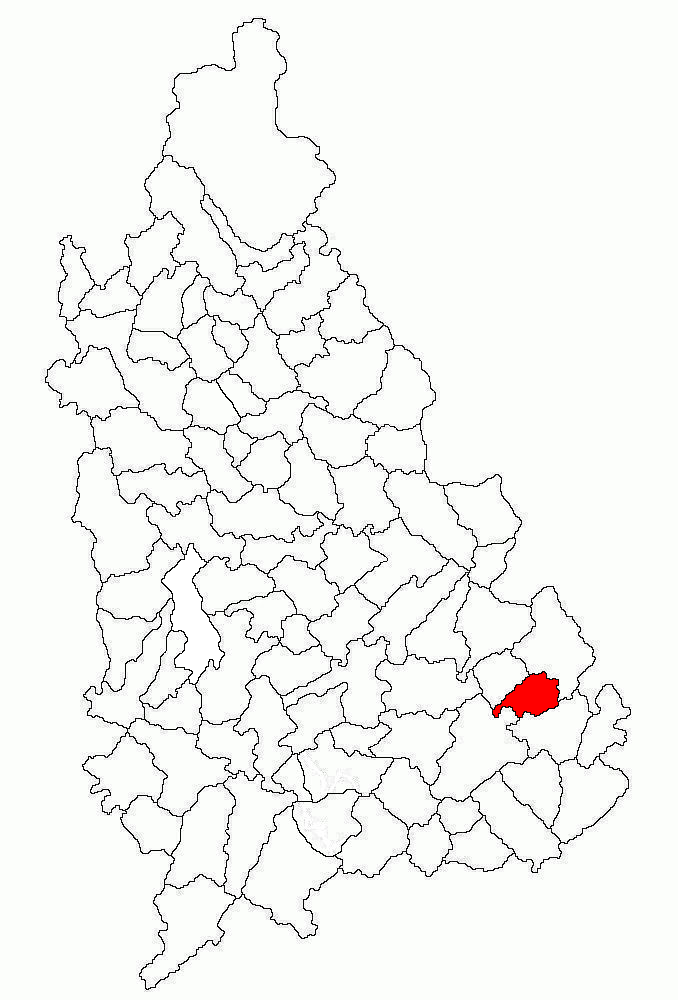
Comuna Cojasca pe harta județului Dâmbovița

Cojasca este o comună în județul Dâmbovița, Muntenia, România, formată din satele Cojasca (reședința), Fântânele și Iazu.

## Așezare
Comuna se află pe malul drept al Ialomiței, la vest de șoseaua națională DN1A, satul său de reședință fiind străbătut de șoseaua județeană DJ711 ce leagă Târgoviște de Bujoreanca.

## Istorie
La sfârșitul secolului al XIX-lea, comuna făcea parte din plasa Ialomița a județului Dâmbovița și avea în componență satele Cojasca și Fântânelele, totalizând o populație de 2500 de locuitori. În comună funcționau o biserică ortodoxă și o școală mixtă, construită în 1885 și la care învățau 62–90 de elevi.
În 1925, comuna avea aceeași componență și era inclusă în plasa Bilciurești a aceluiași județ, cu o populație de 3320 locuitori.
În 1950, când s-au desființat județele, a fost inclusă în raionul Răcari din regiunea București. În 1968, a redevenit parte a județului Dâmbovița, în componența actuală.

## Demografie
Componența etnică a comunei Cojasca
     Romi (55,15%)
     Români (27,28%)
     Alte etnii (0,02%)
     Necunoscută (17,55%)
Componența confesională a comunei Cojasca
     Ortodocși (61,33%)
     Penticostali (19,99%)
     Alte religii (0,95%)
     Necunoscută (17,73%)
Conform recensământului efectuat în 2021, populația comunei Cojasca se ridică la 8.025 de locuitori, în scădere față de recensământul anterior din 2011, când fuseseră înregistrați 8.276 de locuitori. Majoritatea locuitorilor sunt romi (55,15%), cu o minoritate de români (27,28%), iar pentru 17,55% nu se cunoaște apartenența etnică. Din punct de vedere confesional, majoritatea locuitorilor sunt ortodocși (61,33%), cu o minoritate de penticostali (19,99%), iar pentru 17,73% nu se cunoaște apartenența confesională.

## Politică și administrație
Comuna Cojasca este administrată de un primar și un consiliu local compus din 15 consilieri. Primarul, Marcel Bamboi[*], de la Partidul Național Liberal, este în funcție din 1 noiembrie 2024. Începând cu alegerile locale din 2024, consiliul local are următoarea componență pe partide politice:
|  | Partid                    | Consilieri | Componența Consiliului | Componența Consiliului | Componența Consiliului | Componența Consiliului | Componența Consiliului | Componența Consiliului | Componența Consiliului | Componența Consiliului | Componența Consiliului | Componența Consiliului |
|  | ------------------------- | ---------- | ---------------------- | ---------------------- | ---------------------- | ---------------------- | ---------------------- | ---------------------- | ---------------------- | ---------------------- | ---------------------- | ---------------------- |
|  | Partidul Național Liberal | 10         |                        |                        |                        |                        |                        |                        |                        |                        |                        |                        |
|  | Partidul Social Democrat  | 5          |                        |                        |                        |                        |                        |                        |                        |                        |                        |                        |